# Materialismus

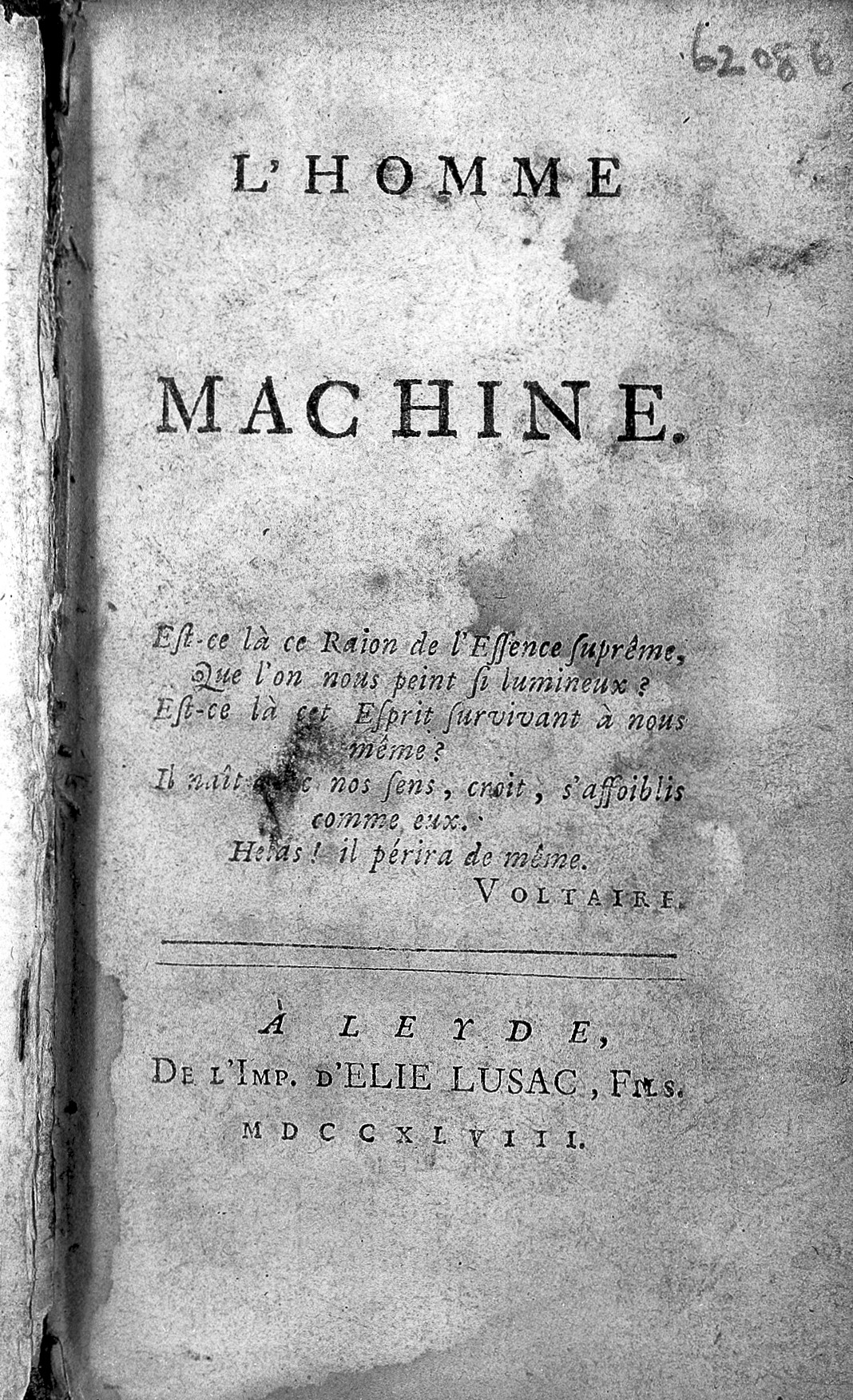
Im Jahr 1748 präsentierte der französische Arzt und Philosoph La Mettrie in seinem Werk „Der Mensch eine Maschine“ (L'homme machine) die erste streng materialistische Konzeption der „menschlichen Seele“.

Der Materialismus ist eine philosophische Position, die behauptet, dass alle Dinge aus Materie bestehen und dass grundsätzlich alle Phänomene aus materiellen Interaktionen resultieren, einschließlich Geist und Bewusstsein. Gegensätzliche philosophische Positionen vertreten der Idealismus, bestimmte Formen des philosophischen Pluralismus, der Dualismus und der Spiritualismus.
Der Materialismus gehört zur Klasse der monistischen Ontologien und man findet bereits erste Entwicklungen im vorsokratischen Denken – die explizite Bezeichnung kommt allerdings erst im 17. Jahrhundert auf. Der Materialismus lässt vielfältige Interpretationen zu, sowohl naturalistische als auch historische. Manchmal wird er mit Reduktionismus, manchmal mit Realismus oder Mechanismus in Verbindung gebracht. Historisch wurde er als Argumentationswaffe von Philosophen eingesetzt, die sich dem Idealismus widersetzten, der noch bis zum Ende des 19. Jahrhunderts die Philosophie dominierte.
Ein Zweig des Materialismus ist eng mit dem Physikalismus verbunden, der davon ausgeht, dass alles, was existiert, eine physikalische Manifestation ist. Der philosophische Physikalismus ist eine Weiterentwicklung des Materialismus, die auf Entdeckungen in den Naturwissenschaften basiert, um anspruchsvollere Begriffe als den der „Materie“ einzubeziehen, wie zum Beispiel: Raumzeit, Energie, Kraftfelder usw. Auch in der analytischen Philosophie wird der Begriff „Physikalismus“ oft dem Begriff „Materialismus“ vorgezogen, während einige Autoren ihn als Synonyme verwenden.

## Definition

### Philosophischer Materialismus
In der Philosophie bezeichnet der Materialismus die Lehre, dass es keine andere Substanz als Materie gibt. Es handelt sich dabei also um eine monistische Position, die im Gegensatz zum Dualismus steht. Der Dualismus lässt die Existenz zweier unterschiedlicher Substanzen zu: Geist und Materie. Der Begriff tauchte in der zweiten Hälfte des 17. Jahrhunderts auf, um Philosophien zu bezeichnen, die die Existenz geistiger Substanzen („Seelen“) leugnen und nur die Existenz körperlicher Substanzen anerkennen. Außerdem grenzt sich der Materialismus gegen den Spiritualismus ab, für den Geist die Substanz aller Realität darstellt. Schließlich wird der Materialismus vom Idealismus unterschieden, für den Geistiges eine Realität hat.

### Monismus

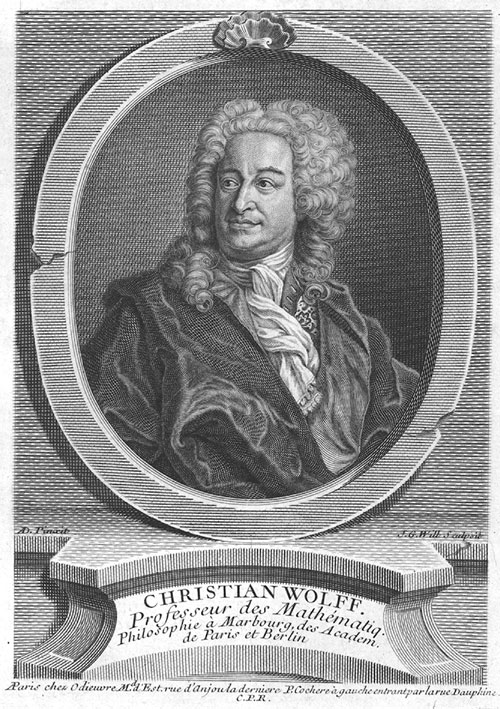
Christian Wolff definierte den philosophischen Materialismus.

Eine der ersten expliziten Definitionen des philosophischen Materialismus stammt von Christian Wolff aus seiner 1734 veröffentlichten Psychologia rationalis :
„Wir nennen Materialisten diejenigen Philosophen, die behaupten, dass nur materielle Wesen oder Körper existieren. […] Der Materialismus lässt nur eine Art von Substanz zu.“
Materialismus ist daher ein Monismus der Materie oder physikalischer Monismus, der die Einheit der Welt sowie ihren materiellen Charakter bekräftigt. Der materialistische Monismus stellt sich somit offen gegen den Dualismus von Körper und Geist, nicht jedoch gegen den Pluralismus, da die Materie aus einer Vielzahl von Körpern besteht.
Eine problematische Konsequenz dieser Definition betrifft den Status des Denkens. Der Materialismus ist eine Position, der sich zur Natur des Geistes äußert, verstanden in seiner Beziehung zum Körper. Der Materialismus behauptet, dass Denken eine materielle Eigenschaft des Körpers, insbesondere des Gehirns, ist.

### Ontologische Position
Der Materialismus ist eine ontologische Position über die Natur des Seins. Er sollte daher nicht mit wissenschaftlichem Realismus oder Empirismus verwechselt werden, bei denen es sich um erkenntnistheoretische Positionen handelt, die etwas über die Natur des Wissens aussagen. Im Allgemeinen lehnt der Materialismus die Existenz der Seele, des Jenseits und Gottes ab. Was den Geist (oder die Psyche) betrifft, so macht er ihn zu einer Eigenschaft der Materie oder geht davon aus, dass er keine eigene Realität hat und sich auf eine fehlerhafte Vorstellung vom Menschen und vom Lebendigen bezieht (siehe auch eliminativer Materialismus).
Im Laufe der Jahrhunderte ist der Materialismus in verschiedenen Formen aufgetreten. Insbesondere gibt es eine naive Form des Materialismus und eine mechanistische Form, die eher dem wissenschaftlichen Realismus entspricht. Es gibt reduktionistische Formen des Materialismus, die die Besonderheiten des geisteswissenschaftlichen Gegenstandsgebiets nicht anerkennen (z. B.: Physikalismus, Biologismus), und nichtreduktionistische Formen, die diese Besonderheiten anerkennen (z. B.: historischer Materialismus, Funktionalismus).
Die ontologische Position, die verschiedenen Formen des Materialismus gemeinsam ist, kann Konsequenzen auf der ethischen Ebene haben: Wenn alles Materie ist, muss der Körper und nicht eine spirituelle Substanz wie die Seele oder Gott privilegiert werden. Der philosophische Materialismus kann somit Ausgangspunkt einer Ethik sein, die den Körper privilegiert – einer Ethik des Hedonismus und des Glücks. (z. B. Demokrit und Epikur)

### Materie
Als philosophische Position basiert jeder Materialismus auf einer minimalen Definition von Materie, die nicht unmittelbar mit der Definition der Naturwissenschaften übereinstimmten muss. Außerdem haben sich die Definitionen im Laufe der Geschichte der Philosophie tiefgreifend gewandelt. Materialisten definieren Materie dabei meist negativ, d. h. in Bezug auf die Begriffe Geist oder Denken. Es lassen sich aber gemeinsame Charakteristika der unterschiedlichen Definitionen angeben.
Materie hat dabei zumeist folgende Eigenschaften:
1. Eine universelle Realität (objektive Realität), die nicht vom Denken abhängt und insbesondere nicht von der Anschauung, die wir davon haben
2. Ein grundlegendes Prinzip, das die Ursache oder der Grund für die Entstehung des Geistes ist

Was die positiven Eigenschaften der Materie betrifft, so ist es die Aufgabe der Naturwissenschaften, diese zu bestimmen.

### Begriffsherkunft
Der Begriff Materialismus wurde zuerst im 17. Jahrhundert von Henry More verwendet und findet sich auch in der Korrespondenz von Gottfried Wilhelm Leibniz mit Samuel Clarke wieder. In seinem heutigen Verständnis ist er eine Schöpfung des 18. Jahrhunderts. Noch bis in die Mitte des 18. Jahrhunderts erscheint „Naturalist“ in den beiden grundverschiedenen Bedeutungen von „Naturwissenschaftler“ und „Materialist“. In Deutschland findet sich auch „Realist“ für „Materialist“ (W. Kraus).
Schon bei La Mettrie hat der Begriff eine zentrale Bedeutung gewonnen. In seiner Schrift L’homme machine (Der Mensch – eine Maschine) aus dem Jahre 1747 heißt es: „Ich führe die philosophischen Systeme von der menschlichen Seele auf zwei zurück. Das erste und älteste ist das System des Materialismus; das zweite ist das des ‚Spiritualismus‘.“ Auch bei Diderot in dem Enzyklopädieartikel zu Immaterialismus oder Spiritualismus (1765) und bei Holbach im Systeme de la nature (System der Natur, 1770) werden „Materialismus“ und „Immaterialismus“ oder „Spiritualismus“ einander gegenübergestellt. Holbach schreibt: „Wenn wir mit Hilfe der Erfahrung die Elemente erkennen würden, die die Grundlage des Temperaments eines Menschen oder des größeren Teils der Individuen ausmachen, aus denen sich ein Volk zusammensetzt, so wüssten wir, was für sie richtig wäre, welche Gesetze und Einrichtungen für sie notwendig und nützlich wären. Mit einem Wort: die Moral und Politik können aus dem Materialismus Vorteile ziehen, die ihnen die Lehre vom Spiritualismus niemals geben kann und an die auch nur zu denken diese Lehre sie hindert. Der Mensch wird stets für alle ein Geheimnis bleiben, die darauf beharren, ihn mit den voreingenommenen Augen der Theologie zu sehen.“ In Helvetius nachgelassenem Werk De l’homme (Vom Menschen 1772) wird betont, dass die Worte „Materialist“ und „Aufklärer“ gleichbedeutend seien.
Auch Kant unterscheidet zwischen „Materialismus“ und „Spiritualismus“ (Die Religion innerhalb der Grenzen der bloßen Vernunft, 1793). Für Hegel ist der „Materialismus“, „Naturalismus“ das konsequente System des „Empirismus“ (ENZ. 1830, § 60). Heine weist in seiner Schrift Zur Geschichte der Religion und Philosophie in Deutschland (1834) darauf hin, dass man in Frankreich zwischen „Sensualismus“ einerseits und „Spiritualismus“ – manchmal auch „Rationalismus“ andererseits unterscheide. Er selbst zieht aber die Unterscheidung zwischen „Materialismus“ und „Idealismus“ vor. Den Materialismus definiert er als die Lehre von der Geisteserkenntnis durch die Erfahrung, durch die Sinne, als die Lehre von den Ideen a posteriori und den Idealismus als die Lehre von den angeborenen Ideen, von den Ideen a priori.
Zu beachten ist dabei, dass der explizite Begriff des Materialismus erst in der Neuzeit entsteht. Daher können wir bestimmte Lehren vor der Verwendung des Wortes nur im Nachhinein als materialistisch bezeichnen, wobei die ältesten Lehren bis in die griechische Antike, bzw. sogar bis ins alte Indien, zurückreichen.

## Geschichte

### Griechische Antike und frühe Neuzeit: Vom Atomismus zum Mechanismus
Die ionischen vorsokratischen Philosophen der Schule von Milet – Thales, Anaximenes, Anaximander – gelten als die ersten materialistischen Philosophen der griechischen Antike. Sie versuchten, alle Phänomene durch ein einziges Prinzip materieller Natur zu erklären: Wasser bei Thales, Luft bei Anaximenes, Materie, also das Unbestimmte, bei Anaximander. Diesen materialistischen Vorstellungen folgend, etablierte sich mit Leukipp, Demokrit, Epikur und Lukrez ein atomistischer Materialismus. Für diese Philosophen sind alle Naturphänomene und die verschiedenen Körper auf die Bewegungen und Kombinationen materieller Atome zurückzuführen, die sich im Vakuum bewegen. Die Seele ist dabei auch ein materielles Ding, das sich vom Körper nur durch die besonderen Eigenschaften seiner (leichteren) Atome unterscheidet.
Im 17. Jahrhundert wurde der Atomismus dann durch Galileo, Gassendi und Hobbes in eine mathematische, genauer geometrische Sprache überführt. Galileo beschäftigt sich dabei ausschließlich mit der Physik und nicht mit Metaphysik. Gassendi hingegen versuchte zu verstehen, wie Atome und die Leere die Vorstellungskraft erklären könnten. Hobbes trug sowohl durch seine Moralphilosophie als auch durch seine Opposition zu René Descartes zur Weiterentwicklung materialistischer Ideen bei.

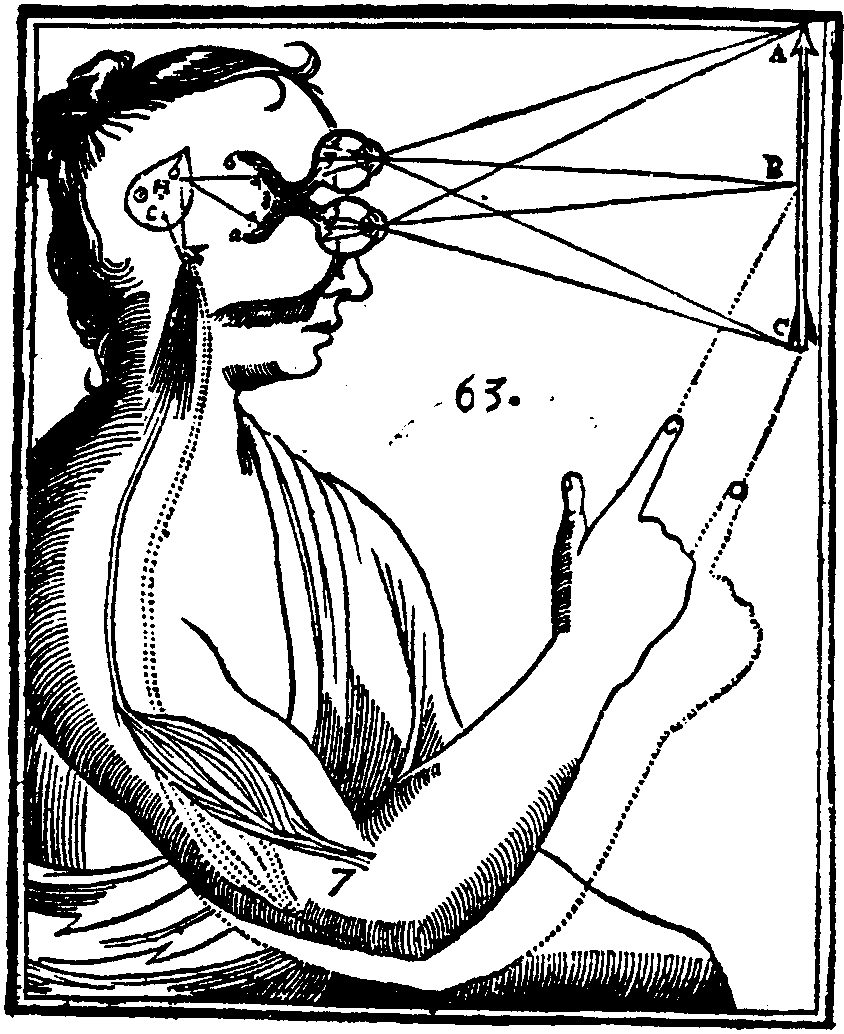
Mechanistisches Schema des Sehens nach René Descartes

René Descartes nutzte eine Form des methodologischen Atomismus seit seinen ersten Schriften, den er sorgfältig von materialistischen Vorstellungen trennte. Er eliminierte den Begriff der Materie aus seinem Denken, um eine mit dem Mechanismus kompatible Physik zu entwerfen, ohne jedoch in Konflikt mit der christlichen Lehre zu treten. Der Mechanismus von Descartes gilt nur für seine Physik, also für das, was die materielle Welt betrifft, und nicht für das, was die geistige Welt betrifft, deren Bestandteile, die „Gedanken“, immateriell sind. Da die Ontologie von Descartes dualistisch ist – er geht davon aus, dass der Mensch aus zwei Substanzen besteht, der Materie, res extensa und dem Geist, res cogitans – kann sie nicht als „materialistisch“ bezeichnet werden.
So etablierten sich im 17. Jahrhundert die Begriffe, die zum modernen Materialismus führten, obwohl einige seiner Protagonisten nur sehr schwer als Materialisten bezeichnet werden konnten. Der Materialismus erscheint im Keim einerseits als eine mögliche Erweiterung der Mathematisierung der Physik, die spezifischer auf Atomismus und Mechanismus zurückgeführt wird, und andererseits als eine Konzeption, die den Vitalismus in sich trägt.

### Zeitalter der Aufklärung: Entwicklung materialistischer Lehren bis zum Anfang des 19. Jahrhunderts
Als Vertreter des Materialismus im Zeitalter der Aufklärung sind ab 1750 La Mettrie, gefolgt von d’Holbach, Helvétius sowie d’Alembert und Diderot zu nennen. Für großes Aufsehen, sowohl bei den Aufklärern als auch bei deren Gegnern, sorgte 1770 die pseudonyme Veröffentlichung von Holbachs Système de la nature. Dieses zweibändige Werk legt ein mechanistisches Weltbild dar, in dem die Natur aus sich selbst wirkt und alle Prozesse deterministisch ablaufen. Das Werk plädiert ausdrücklich für Atheismus, dem es die moralische Überlegenheit attestiert, und argumentiert gegen verschiedene Gottesbeweise.
Ein streng mechanistisches, deterministisches Weltbild entwarf nach den Philosophen der Aufklärung der französische Mathematiker, Physiker und Philosoph Laplace. Er behauptete, die Kenntnis des gegenwärtigen Zustands eines jeden Teilchens im Universum erlaube es, auf Grundlage der Naturgesetze den Zustand des Universums zu jedem zukünftigen Zeitpunkt zu bestimmen (vgl. Laplacescher Dämon). Gegen die Vorstellung vom Laplaceschen Dämon lassen sich verschiedene Einwände erheben, die auf von der Physik nach Laplace erkannten Gesetzmäßigkeiten beruhen. Der Laplacesche Dämon dient heute nur noch zur Veranschaulichung eines streng deterministischen Weltbildes.
Aus metaphysischer und kosmologischer Sicht bestehen diese Autoren auf der Einheit der Welt, die eine materielle Einheit ist, und auf dem Hamiltonschen Prinzip, welche eine Erklärung für die mechanistische Einheit der Welt liefert.
Aus psychologischer Sicht lautet die Hauptthese des Materialismus des 18. Jahrhunderts, dass die Materie selbst zum Denken fähig ist, wenn sie zumindest zu diesem Zweck organisiert und strukturiert ist. Diese These beruft sich insbesondere auf John Locke, der den kartesischen Dualismus im Namen der Allmacht Gottes kritisierte. Denn Gott hätte der Materie durchaus die Eigenschaft des Denkens verleihen können, wenn er gewollt hätte. Von dieser theologischen Hypothese, welche die theoretische Möglichkeit eröffnete, ging man im 18. Jahrhundert zu einer empiristischen Denkauffassung über, die die Tatsache rechtfertigen sollte, dass unsere sogenannten „Geisteszustände“ nichts anderes sind, als Zustände des Gehirns.

### 19. Jahrhundert: Naturalistischer und Historisch-Dialektischer Materialismus
Im 18. Jahrhundert stieß der kartesische Mechanismus, also die Idee, Lebewesen nach einer Maschine zu modellieren, auf zahlreiche Einwände, die die Grenzen dieses Modells aufzeigten. Das Zeitalter der Mechanik war das Zeitalter der Uhren und Automaten, d. h. Maschinen, die sich im Wesentlichen durch ihre Fähigkeit auszeichneten, Bewegungen autonom auszuführen. Allerdings weisen lebende Organismen und Menschen viele weitere Eigenschaften auf, die berücksichtigt werden müssen. Einerseits setzte der Materialismus des 19. Jahrhunderts daher die Arbeit der Materialisten des 18. Jahrhunderts im Lichte des wissenschaftlichen Fortschritts der Zeit fort, mit Charles Darwin und Claude Bernard als seinen führenden Wissenschaftlern. Andererseits entstand eine neuartige Form des Materialismus, der auf einer neuen Geschichts- und Gesellschaftstheorie basierte: der Marxismus.
Das 19. Jhd. ist also durch eine Doppelbewegung bzw. zwei Strömungen des Materialismus gekennzeichnet: die eine naturalistisch-mechanistisch, die andere historisch-dialektisch. Den beiden Denkschulen ist gemeinsam, dass sie die Einheit von Materie und Geist in einem materiellen Ursprung fanden.

#### Naturalismus und Evolutionstheorie

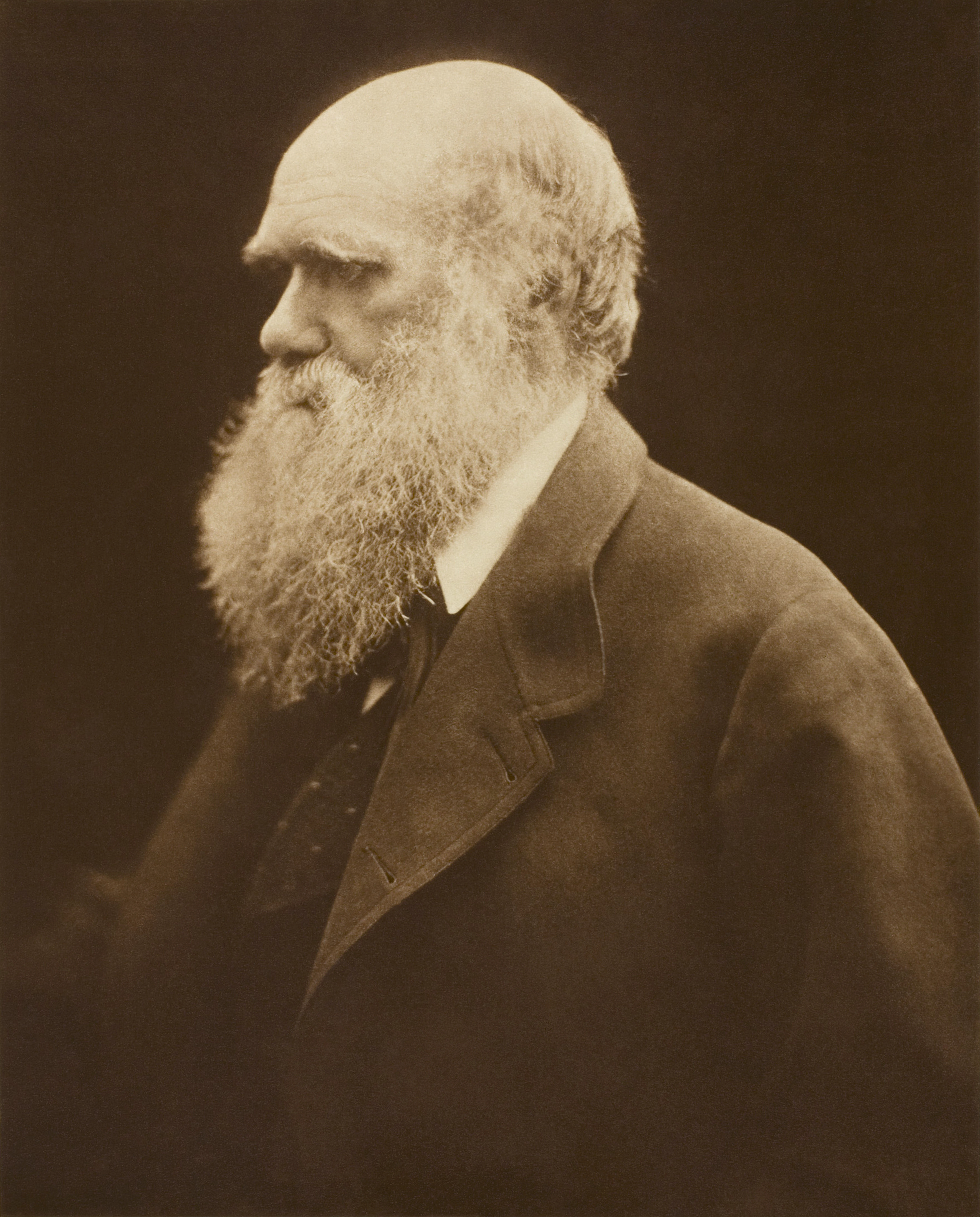
Charles Darwin im Jahr 1886: Seine Theorie der Evolution durch natürliche Auslese markierte einen entscheidenden Schritt in der Geschichte des Materialismus.

Die darwinistische Evolutionstheorie bringt drei gewichtige Argumente zur materialistischen These der Einheit der Welt:
1. Die Einheit des Lebens ist kein Mysterium mehr, welches die Voraussetzung einer höheren Intelligenz erfordert, um über seine Ordnung nachzudenken. Man muss nur verstehen, dass alle Lebewesen gemeinsame Vorfahren haben.
2. Die natürliche Anpassung lebender Organismen scheint das unbeabsichtigte Ergebnis einer rein physikalischen Kausalität zu sein.
3. Der Mensch ist nur ein Produkt der Evolution und keine göttliche Schöpfung. Es muss in das Tierreich integriert werden und darf nicht mit dem Bild Gottes identifiziert werden.

Die darwinistische Evolutionstheorie liefert somit den Gesamtrahmen für die Entstehung und Entwicklung von Lebewesen, einschließlich des Menschen, während die Physiologie oder Biologie es ermöglichen, den Mechanismus aufzuklären, der zur Entstehung von Organismen führt. (Fortpflanzungsmechanismen, Variation des Genotyps usw.).
Der Evolutionsbegriff wird für den naturalistischen Materialismus zu einem wesentlichen Begriff, der dem Monismus (einer der Hauptthesen des Materialismus) seine Gültigkeit verleiht, indem er die Einheit des Menschen und des Lebendigen, sowie die des Lebendigen und des Anorganischen aufzeigt. Diese Einheit ist ein Kontinuum, das über einen langen Zeitraum gedacht werden muss.

Der deutsche Arzt Ludwig Büchner fasste 1869 die neuen Ideen des naturalistischen Materialismus so zusammen:
„Das ganze große Geheimnis des Seins und insbesondere des organischen Seins besteht in einer langsamen und allmählichen Entwicklung.“

#### Historischer und Dialektischer Materialismus

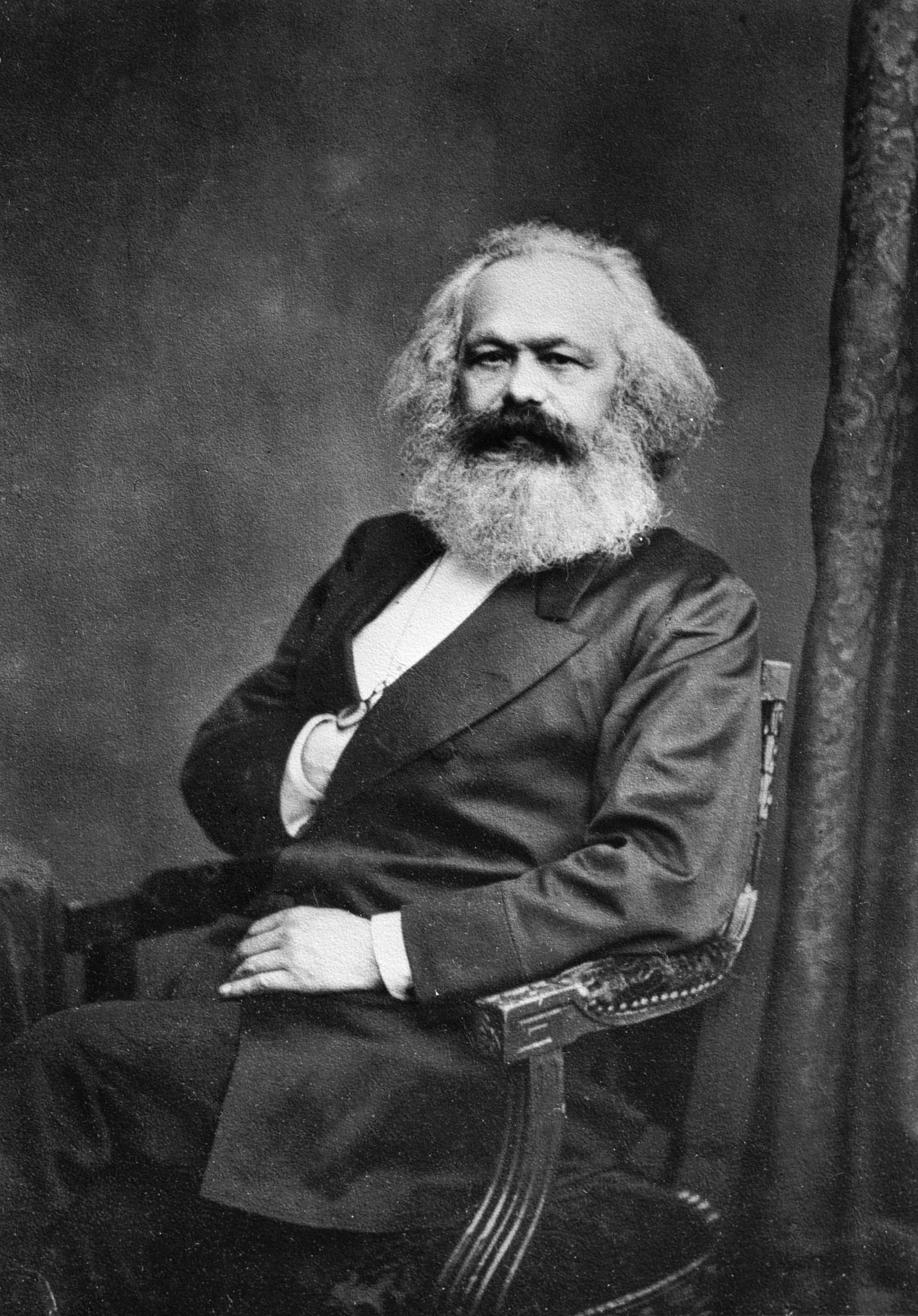
Basierend auf der Philosophie seines Lehrers Hegel entwickelte Marx eine neuartige materialistische Philosophie der Geschichte und Gesellschaft, welche einen großen Einfluss auf die weiteren Entwicklungen im 19. und 20. Jhd. haben sollte

Junghegelianische materialistische Wendungen des absoluten Idealismus Hegels entwickelten Ludwig Feuerbach, Karl Marx und Friedrich Engels ab den 1840er-Jahren. Unter Rückgriff auf die englische Nationalökonomie (insbesondere Smiths und Ricardos) sowie Ideen des französischen Sozialismus begründeten Marx und Engels ihre materialistische Geschichtsphilosophie (beim späten Engels und in dessen Nachfolge als Historischer Materialismus bezeichnet) und dialektische Methode. Engels wandte sich zugleich gegen den damals aufkommenden nicht-dialektischen naturwissenschaftlichen Materialismus – der im Materialismusstreit mit dem aufkommenden, sich ebenfalls von Hegel lossagenden Neukantianismus in Konflikt geriet –, zuweilen als Vulgärmaterialismus bezeichnet.
Der dialektische Materialismus knüpft insbesondere an die von Engels im Anti-Dühring und der Dialektik der Natur vorgenommene Verweltanschaulichung an und wurde mit dem historischen Materialismus zusammen hegemonialer philosophischer Grundansatz in den realsozialistischen Staaten (vgl. etwa Josef Stalins Über Dialektischen und Historischen Materialismus). Dem entgegen sehen manche marxistischen Materialisten Grenzen der Dialektik, von denen bereits Marx andeutungsweise schrieb.
Georg Lukács sah die Dialektik auf die Menschheitsgeschichte begrenzt, während Antonio Gramsci weder eine Beschränkung der Dialektik auf den Menschen noch eine Ausdehnung auf die Natur zu akzeptieren bereit war. Andere Marxisten gaben den Bezug auf die Dialektik weitgehend auf: Teile des Neu-Kantianismus suchten die Philosophie Kants mit dem historischen Materialismus zu verbinden.
Louis Althusser setzte zunächst eine strukturalistische Marx-Interpretation hegelianischen Interpretationen entgegen und formulierte später in Anschluss an die griechische Atomistik einen aleatorischen Materialismus. Der Materialismus ist je nach Strömung des Marxismus mit einem Impetus auf Ökonomie, Gesellschaft, (Natur-)Wissenschaft, Natur oder (in Anknüpfung an die Thesen über Feuerbach) Praxis in unterschiedlicher Gewichtung verbunden.
Theodor W. Adorno machte als Wesen des Marx folgenden kritischen Materialismus in Abgrenzung vom standpunktphilosophischen Vulgärmaterialismus die Kritik am Idealismus aus, was ihn zu einem Ansatzpunkt seiner negative Dialektik macht.

### 20. Jhd.: Neuere Entwicklungen des Materialismus
Der Materialismus hat in den USA und im englischsprachigen Raum seit den 1950er Jahren eine besondere Entwicklung erfahren. Die reduktionistische These des „Geist-Gehirns“, also die Identität von psychologischen Zuständen und Zuständen des Gehirns steht im Zentrum der Debatten in der Philosophie des Geistes und hat die Verbindung zwischen Materialismus und Szientismus wieder zum Vorschein gebracht.
In der ersten Hälfte des 20. Jahrhunderts war es dem logischen Empirismus, der den metaphysischen Thesen des Materialismus sehr kritisch gegenüberstand, gelungen, sich in Ländern mit einer empiristischen Tradition zu etablieren und wurde damit zu einem Paradigma, in welchem heute die meisten Debatten über die Beziehung zwischen Körper und Geist stattfinden. In diesem Zusammenhang entwickelte sich auch der Behaviorismus.
In Reaktion auf das Scheitern des behavioristischen Programms wurden verschiedene Modelle entwickelt, wie Bewusstsein und Sinnesempfindungen (siehe auch Qualia) in ein physikalistisches Weltbild integriert werden können. Während manche dieser Philosophen derartige Vorgänge zur Illusion erklären wollen (z. B. der Eliminative Materialismus bei Paul Churchland und Daniel Dennett), betonen andere, dass das Psychische zwar keine eigene Seinssphäre neben dem Physischen ist, sich aber dennoch nicht völlig auf letzteres zurückführen lässt (z. B. der Anomale Monismus bei Donald Davidson), oder dass es sich um 2 Perspektiven auf denselben Gegenstand handelt (z. B. Funktionalismus bei Putnam und Fodor).

#### Der reduktionistische Materialismus
| Soziale Gruppen   |  |  |  |  |  |
|                   |  |  |  |  |  |
| Lebewesen         |  |  |  |  |  |
|                   |  |  |  |  |  |
| Zellen            |  |  |  |  |  |
|                   |  |  |  |  |  |
| Moleküle          |  |  |  |  |  |
|                   |  |  |  |  |  |
| Atome             |  |  |  |  |  |
|                   |  |  |  |  |  |
| Elementarteilchen |  |  |  |  |  |

Nach dem Scheitern des behavioristischen Programms wurde das Problem von Körper und Geist im Rahmen des Versuchs, den Geist zu „naturalisieren“ im Rahmen des reduktionistischen Materialismus neu gestellt. Die Theorie der Geist-Gehirn-Identität wurde dabei als erste Alternative zum Behaviorismus aufgestellt. Diese Theorie wurde ursprünglich von Philosophen der „Australischen Schule“ der Philosophie verteidigt – insbesondere Ullin Place, Herbert Feigl, John Smart und David Armstrong. Insbesondere Smart schrieb einen Artikel mit dem Titel „Sensations and Brain Processes“, der 1959 im Philosophical Review veröffentlicht wurde und eine der klarsten Formulierungen darstellt. Für diese materialistischen Philosophen ist der Geist das Gehirn. Genauer gesagt handelt es sich bei psychologischen Zuständen um neurologische Zustände.
Dieser Materialismus ist inspiriert vom Modell der wissenschaftlichen Reduktion, die zu zahlreichen Identitätsbehauptungen führt. Nach diesem Modell wird Wasser anhand seiner molekularen Eigenschaften (Wasser = H2O), Gene anhand von DNA-Sequenzen (Gen = DNA) usw. identifiziert. Wie diese wissenschaftlichen Identitäten stellt auch die Reduzierung mentaler Zustände auf neuronale Zustände keine logische Äquivalenz zwischen ihnen her (wie zwischen dem Wort „Gen“ und seiner klassischen Definition eines „biologischen Faktors der Vererbung“): Vielmehr behauptet sie eine ontologische Identität, was die enge Verbindung erklärt, die zwischen ihnen beobachtet wird. Diese Identitätstheorie setzt daher darauf, dass es eine erfolgreiche Übersetzung des gewöhnlichen psychologischen Diskurses in den der Physik oder Biologie geben kann. Es sollte möglich sein, Begriffe wie „Wunsch“, „Glaube“, „Schmerz“ usw. zu übersetzen, d. h. in ein Vokabular der Wissenschaft zu überführen, das sich nur auf physikalische Einheiten bezieht. Das Körper-Geist-Problem würde somit in dieser intertheoretischen Übersetzung oder Reduktion eine materialistische Lösung finden, die es ermöglichen sollte, psychische Zustände durch physische Zustände zu „erklären“.

#### Eliminativer Materialismus
Angesichts der Schwierigkeit, die vom reduktionistischen Materialismus vorgeschlagenen Identifizierungen oder Reduktionen vorzunehmen, sowohl in der wissenschaftlichen Praxis als auch auf einer eher konzeptionellen Ebene, wurde eine noch radikalere Form des Materialismus entwickelt: der eliminative Materialismus. Dies geschah ab den 1960er Jahren durch Autoren wie Paul Feyerabend, Richard Rorty, Paul und Patricia Churchland. Das psychologische Vokabular sowie die aus diesem Vokabular entwickelten Konzepte und Verallgemeinerungen sollten nach Ansicht der Autoren nicht nach dem wissenschaftlichen Vorbild identifiziert bzw. reduziert, sondern schlicht und einfach ersetzt (oder eliminiert) werden. Die Begriffe der klassischen Psychologie würden nämlich eine naive Form der Psychologie darstellen, die, wie die alte naive Kosmologie (Astrologie) oder die alte naive Biologie (animistisch oder vitalistisch), eine gescheiterte Theorie darstellen, welche schließlich einer theorietauglichen psychologischen Wissenschaft weichen wird.
Insbesondere in den Augen der Churchlands ist es die Neurowissenschaft, die den geeigneten theoretischen Rahmen für die Erklärung von Verhalten liefern kann.

#### Funktionalismus: Der Geist als Computer

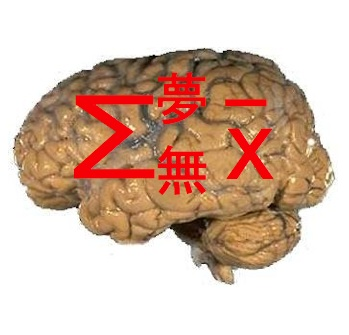
Für den Computationalismus stehen das menschliche Gehirn und der Geist im selben Verhältnis wie Software und Hardware eines Computers

Eine alternative Theorie, um die die Schwierigkeiten des reduktionistischen Materialismus zu vermeiden, schlugen Hilary Putnam und Jerry Fodor vor: die funktionalistische Theorie des Geistes (oder „Computationalismus“). Anders als der eliminative Materialismus erkennt diese neue Theorie die Realität mentaler Zustände an, und im Gegensatz zum reduktionistischen Materialismus erkennt sie auch ihre Spezifität an. Diese Theorie ist vom Computermodell inspiriert: Der Geist kann in Analogie zur Software oder dem Programm eines Computers betrachtet werden. Mit anderen Worten: Der Geist wäre für das Gehirn das, was Software für die Hardware ist.
Ein Computerprogramm besteht nicht aus Atomen, hat aber dennoch eine physische Existenz. Es entspricht einer bestimmten Ebene der Beschreibung des Computerbetriebs, die formal anhand von Symbolen und Funktionen und nicht anhand von Verkabelungen oder elektrischen Schaltkreisen beschrieben werden muss. Ebenso gibt es zwei mögliche Arten von Beschreibungen im Zusammenhang mit menschlichem Verhalten: die physische Beschreibung der inneren Zustände des Gehirns (was neurologisch passiert, wenn wir dies oder jenes tun) und die Beschreibung mentaler Prozesse in Form von Symbolen und Funktionen.
Der Funktionalist ist also ein Materialist: Für ihn ist das menschliche Denken im Grunde nichts anderes als die elektrochemische Aktivierung eines Netzwerks von Neuronen. Aber genauso wie man ein Computerprogramm erstellen kann, ohne die elektronischen Schaltkreise zu erwähnen, die es ausführen, kann man die menschliche Psychologie beschreiben, ohne zu erwähnen, was im Gehirn passiert, und nur allgemeines Vokabular und Begriffe der Psychologie verwenden. Dieses kann in eine formale Sprache übersetzt und weiterentwickelt werden: die „Sprache des Geistes“.
Der Unterschied zwischen Geist und Gehirn würde somit einem Unterschied in der Art und Weise entsprechen, dasselbe physikalische Phänomen zu beschreiben, und nicht einem Unterschied zwischen zwei Arten von Dingen.

## Kritik am Materialismus und Auseinandersetzung mit dem Idealismus
Der Materialismus ist seit seinen Anfängen kritisiert worden. Neben Auseinandersetzungen der verschiedenen Strömungen des Materialismus spielt dabei hauptsächlich die Auseinandersetzung zwischen Materialismus und Idealismus eine Rolle.

### Grundlegende Positionen; Erkenntnistheorie und Materialismus
Eines der Hauptargumente von idealistischer Seite gegen den Materialismus ist, dass man mentale menschliche Fähigkeiten wie das Selbstbewusstsein nicht (rein) materiell verstehen und nicht vollständig auf Materie zurückführen könne. Demgegenüber ist eines der wichtigsten Argumente gegen den Idealismus bzw. für den Materialismus, dass der Idealismus die Eigengesetzlichkeit der sinnlich wahrnehmbaren Welt und deren beobachtete Unabhängigkeit von mentalen Prozessen nicht erklären könne.
Weiter wird gegen den Materialismus argumentiert, dass der Materialismus sich nicht selbst erklären könne, da er als Theorie und nicht als Materie auftritt. Darüber hinaus sei der Begriff der Wahrheit (bzw. die gesamte Erkenntnistheorie) rein materiell nicht zu verstehen. Die Erkenntnistheorie werde durch den Materialismus auf eine empirische Wissenschaft verkürzt. Kulturelle Inhalte, Ideen und alle immateriellen Formen hätten keine eigenständige Existenz mehr. Eine Erkenntniskritik oder eine unabhängige Reflexion der Erkenntnis seien in einem Materialismus nicht mehr oder nur noch sehr eingeschränkt möglich. Eine Überprüfung von wissenschaftlichen Hypothesen sei nur noch innerhalb bestimmter metaphysischer Vorbedingungen möglich.
Gegen diese Kritik wird eingewendet, dass die Materie sich sehr wohl selbst erklären könne, und zwar mittels ihrer „höchstentwickelten“ Erscheinungsform, des menschlichen Gehirns. So habe der Mensch im Verlauf von Jahrtausenden in der praktischen Auseinandersetzung in und mit der Natur (d. h. durch Arbeit) die Fähigkeit erlangt, seine ihm über die Sinneswahrnehmung vermittelten Erkenntnisse im Denken und in der Sprache zusammenzufassen. Die Resultate des Denkens selbst, die Ideen, seien nicht materiell, beruhten aber auf der Tätigkeit des Gehirns und seien damit Produkt der Materie.
Eine wesentliche Kritik nimmt die Produkte menschlichen Geistes als Ausgangspunkt für ihre Argumentation. Selbst unter der Annahme, dass Ideen, Theorien, (Bau-)Pläne, technisches Know-how etc. vom Gehirn (und nicht vom Bewusstsein) produziert seien, müsse bedacht werden, dass diese unabhängig von ihren Urhebern (weiter-)existieren könnten. Insofern sei der Mensch von einer geistigen Welt umgeben, die sein kulturelles Erbe ausmache.
Dem entgegensetzen kann man wiederum, dass diese Ideen bei anderen Menschen auch nur als Synapsenverbindungen im Gehirn gespeichert und somit nach wie vor „sterblich“ sind.

### Materialismus und die Wahrnehmung von Raum und Zeit
Der Materialismus beruht auf der Grundannahme, dass wir die Welt so erfahren, wie sie ist, dass wir das Ding an sich unmittelbar wahrnehmen, oder sich unsere Erkenntnis doch jedenfalls im Sinne der Popperschen Falsifikation mittels empirischer Methoden an die Welt an sich stetig weiter annähern könne. In der Annäherung kommt das dialektische Verhältnis von absoluter und relativer Wahrheit zum Ausdruck. Somit ist die Natur um uns ein Fakt und unsere Wahrnehmung dessen richtig – wenn auch über die Sinne manches durch Farben, Klänge usw. verfälscht wird.
Die Währung dieser faktischen Natur ist (trotz Quantenphysik weiterhin) die Materie. Raum und Zeit sind grundlegende Existenzformen der Materie. Es gibt weder einen an sich seienden unabhängigen Raum noch eine an sich seiende unabhängige Zeit, sie sind stets an Materie gebunden. Das Nebeneinander und Nacheinander der Dinge sind Raum und Zeit. Die Relativitätstheorie hat das Verständnis von Raum und Zeit revolutioniert und Zusammenhänge aufgedeckt, die sich mathematisch präzise in Formeln fassen und durch Experimente bestätigen lassen.
Die Materialisten sehen in diesen Veräußerungen einen klaren Widerspruch zu den Aussagen der Idealisten, wie Immanuel Kant. Dieser vertrat die Auffassung, dass der Mensch im Geiste nur über eine subjektive Anschauung von der Natur verfügen kann, während die wahre Seinsform der Natur ihm nicht zugänglich ist. Er ging dabei so weit zu behaupten, dass auch die Ordnungen und Strukturen, die wir wahrnehmen, nur von uns im Gedanken hinein gebracht sind.
Die evolutionäre Erkenntnistheorie strebt eine Verbindung von Physikalismus und Idealismus an. Demnach sollen diese angeblichen geistigen A priori letztlich doch Aposteriori sein, nämlich insofern auf Erfahrung – also auf einer Wechselwirkung mit der Realität – beruhen, als unser Erkenntnisapparat sich im Laufe der Evolution an die eben vorhandene raumzeitliche Struktur seiner Umgebung angepasst habe und diese deshalb von Geburt an, ohne dass dies erlernt werden müsste, voraussetze.
Geht man davon aus, dass dieser Erkenntnisapparat als Gehirn auch aus der Materie erschaffen ist und somit seine Wahrnehmung sich auf Gesetze der Physik zurück führen lässt – ohne damit zwingend das Erleben der Wahrnehmung als Phänomen erklärt zu haben –, ist ein heute sehr populärer Schulterschluss gefunden.